# Johann Georg Wirsung
Johann Georg Wirsung (3 juillet 1589 - 22 août 1643) est un anatomiste allemand qui exerce à Padoue.

## Biographie

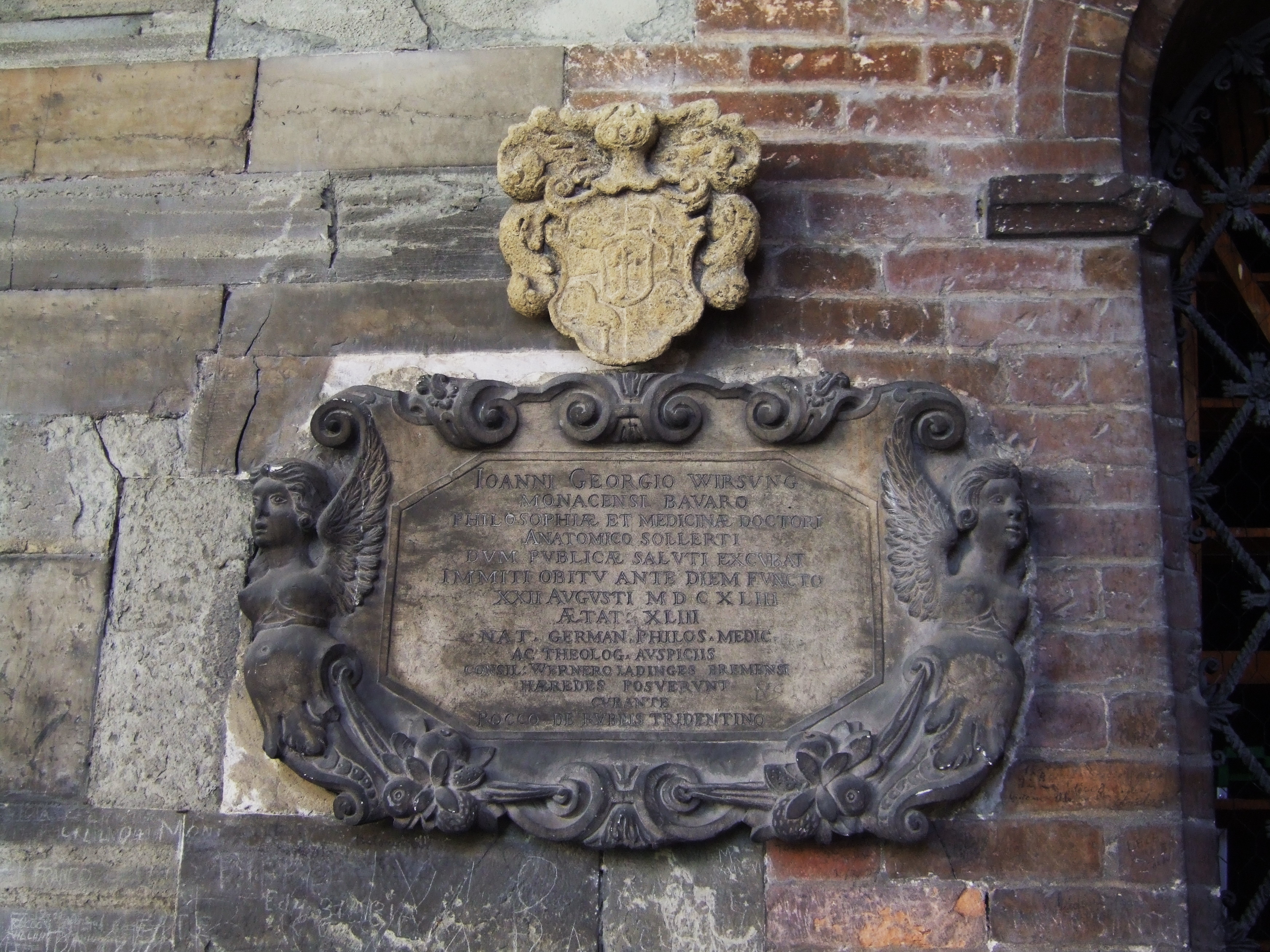
Stèle funéraire de Johann Georg Wirsung dans le chœur du chapitre de la basilique Saint-Antoine.

Né à Augsbourg, il aurait découvert en 1642 le canal pancréatique, dit encore canal de Wirsung, en disséquant le corps de Zuane Viaro della Badia, un homme d'environ 30 ans reconnu coupable de meurtre et pendu sur la place des Vins. Pour diffuser sa découverte, Wirsung fait graver un schéma décrivant le pancréas et son système excréteur sur une plaque de cuivre, et en tire des impressions qu'il envoie aux principaux anatomistes d'Europe.
L'identité réelle de l'inventeur du canal pancréatique est sujet à polémique : Wirsung est assassiné en 1643 par Giacomo Cambier, à la suite d'une dispute à ce sujet. Cinq ans plus tard, un de ses anciens élèves, Moritz Hoffman (1622-1698) proclame que c'est lui, et non Wirsung, le découvreur de ce canal.